# Lauréna Thellier
Lauréna Thellier est une actrice française née en 1999.

## Biographie
Lauréna Thellier envisage une carrière dans le commerce international à l'issue de son baccalauréat économique et social,.
Elle débute cependant au cinéma à 16 ans après avoir postulé au casting du film Ma Loute de Bruno Dumont. Retenue, elle interprète Gaby Van Pethegem, jeune fille d'une famille bourgeoise, aux côtés de Juliette Binoche et Fabrice Luchini. Elle interprète ensuite une adolescente embrigadée dans l'islamisme radical dans Le ciel attendra de Marie-Castille Mention-Schaar,.
Le rôle d'une jeune fille lourdement handicapée mentale lui est ensuite confié dans le film Fleuve noir d'Érick Zonca, aux côtés de Vincent Cassel, Romain Duris et Sandrine Kiberlain. En 2018, elle tourne dans K contraire réalisé par Sarah Marx, produit par La Rumeur et y joue la chef d'un trafic de drogue. Elle a ensuite l'un des rôles principaux de la série Mental.
En 2021, elle est choisie pour interpréter le rôle de Murielle Bolle (affaire Grégory) dans la série de TF1 Une affaire française,.

## Filmographie

### Cinéma

#### Longs métrages
- 2016 : Ma Loute de Bruno Dumont : Gaby Van Peteghem
- 2016 : Le ciel attendra de Marie-Castille Mention-Schaar : une fille du groupe
- 2018 : Fleuve noir d'Erick Zonca : Marie Arnault
- 2018 : K contraire de Sarah Marx : Lorie
- 2021 : Le Bal des folles de Mélanie Laurent :  Marguerite
- 2022 : Les Amandiers de Valeria Bruni Tedeschi : une candidate (non créditée)
- 2023 : Petites de Julie Lerat-Gersant : Jasmine

#### Courts métrages
- 2018 : Missing Tales Mélodie d'Emeline Tissandier : l'amie parisienne
- 2018 : L'Echo Du Silence d'Emeline Tissandier : Morgane
- 2020 : Influenceuse de Sandy Lobry : Lola[8]
- 2021 : Les Sanguins de François Ruiz : La cheffe des commis

### Télévision

#### Séries télévisées
- 2016 : Parents mode d'emploi de Christophe Campos (saison 2)
- 2018 : Alexandra Ehle : S5E2 (Imogène)
- 2021 : Paris Police 1900 : Henriette Couëdon, la médium
- 2021 : Une affaire française : Murielle Bolle (3 épisodes)

### Web séries
- 2017 : Les Perles Du Bac
- depuis 2019 : Mental : Estelle[9]

### Clips
- 2017 : De L'Autre Côté Du Pont de Nyna Shanti, réalisé par François Hanss
- 2018 : Mademoiselle de Faby Perier, réalisé par Lancelot Mingau

## Distinctions

### Nomination
- César 2021 : présélection « Révélation » pour le César du meilleur espoir féminin pour K contraire[10],[11].